# Piłka nożna w Anglii

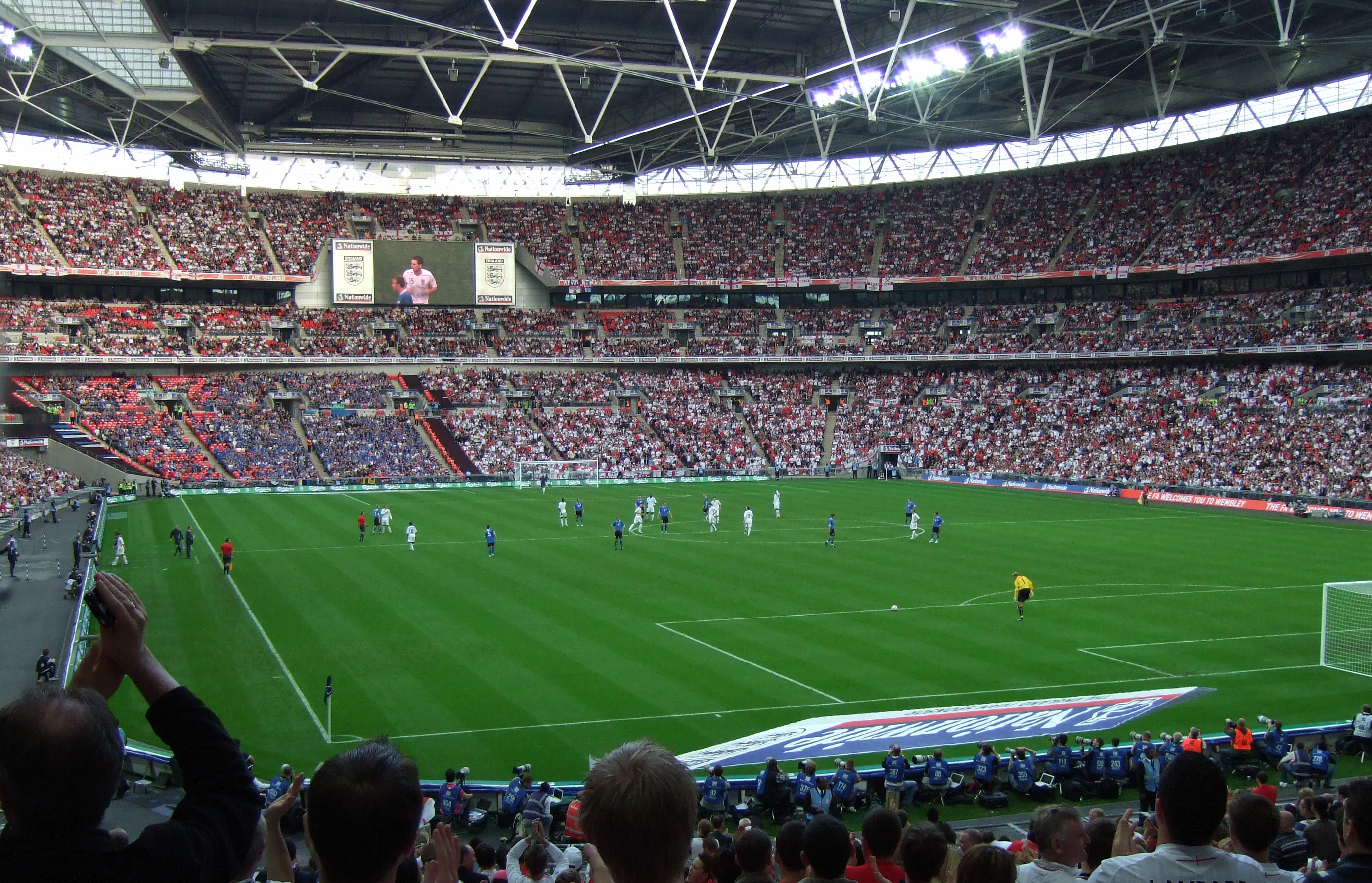
Mecz reprezentacji Anglii na Stadionie Wembley

Piłka nożna (ang. football futbol) jest narodowym i najpopularniejszym sportem w Anglii. Jej głównym organizatorem na terenie Anglii pozostaje The Football Association. Anglia jest siedzibą najstarszego klubu piłkarskiego na świecie (Sheffield), najstarszego związku piłki nożnej (The Football Association), najstarszej drużyny narodowej, najstarszego turnieju pucharowego w piłce nożnej (FA Cup) i najstarszych mistrzostw kraju (English Football League). Główna liga mistrzostw Anglii, Premier League, jest jedną z najpopularniejszych i najbogatszych lig sportowych na świecie.
Piłkarska reprezentacja Anglii jeden raz zdobyła mistrzostwo świata (1966) oraz dwukrotnie wicemistrzostwo Europy (2020, 2024). Ponadto zdobyła 3 złote medale olimpijskie w składzie Wielkiej Brytanii (1900, 1908, 1912).
Angielskie kluby są w czołówce pod względem liczby zdobytych międzynarodowych trofeów, z 55 oficjalnymi tytułami (15 Pucharów Europy/Ligi Mistrzów, 10 Pucharów UEFA/Ligi Europy, 8 Pucharów Zdobywców Pucharów, 2 Puchary Ligi Konferencji, 4 Puchary Intertoto, 10 Superpucharów UEFA, 1 Puchar Interkontynentalny i 5 Klubowych Mistrzostw Świata FIFA), które sprawiają, że Anglia jest najbardziej utytułowanym krajem w Europie po Hiszpanii.
Angielscy menedżerowie odnoszą największe sukcesy w europejskiej piłce nożnej, zwłaszcza w rozgrywkach takich jak Liga Mistrzów. Wśród trenerów, którzy zdobyli łącznię 7 tytułów, są Bob Paisley (3), Brian Clough (2), Tony Barton i Joe Fagan.

## Historia

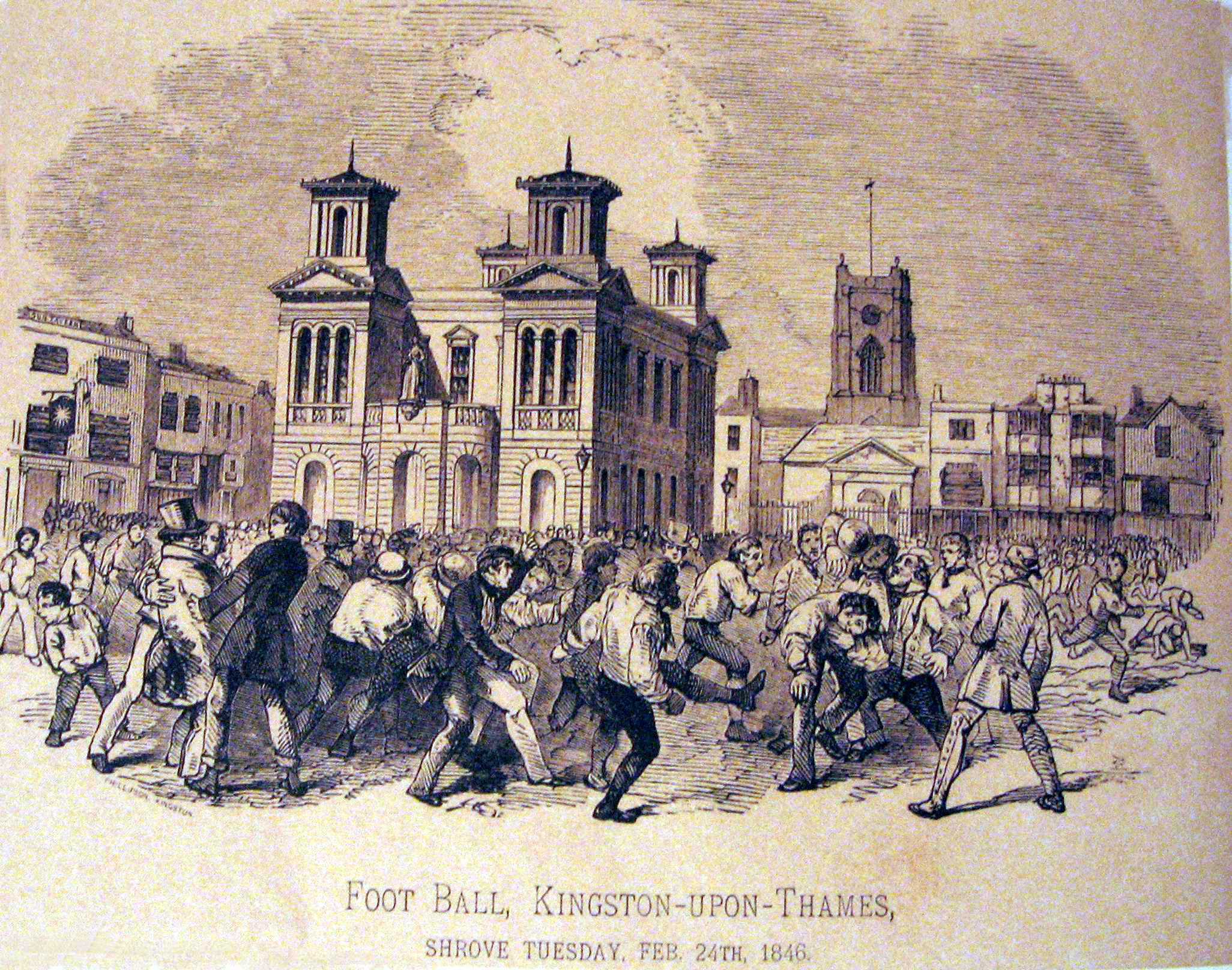
Mecz piłki nożnej w Shrove Tuesday 1846 w Kingston nad Tamizą.

Piłka nożna w Anglii była znana już w średniowieczu. Sport ten uprawiano na ulicach, placach miejskich, bez żadnych ograniczeń i przepisów. Podczas gier często dochodziło do wypadków, zranień, a także kalectw i śmierci. Władze lokalne, następnie specjalne edykty królewskie zabraniały gry w piłkę. W XIV wieku Anglicy tę grę nazwali football.
Pod koniec XIX wieku piłkę nożną (football) wprowadzono do programów nauczania wychowania fizycznego w szkołach. Pierwsze piłkarskie kluby na świecie powstały w Anglii przy szkołach średnich i wyższych uczelniach.

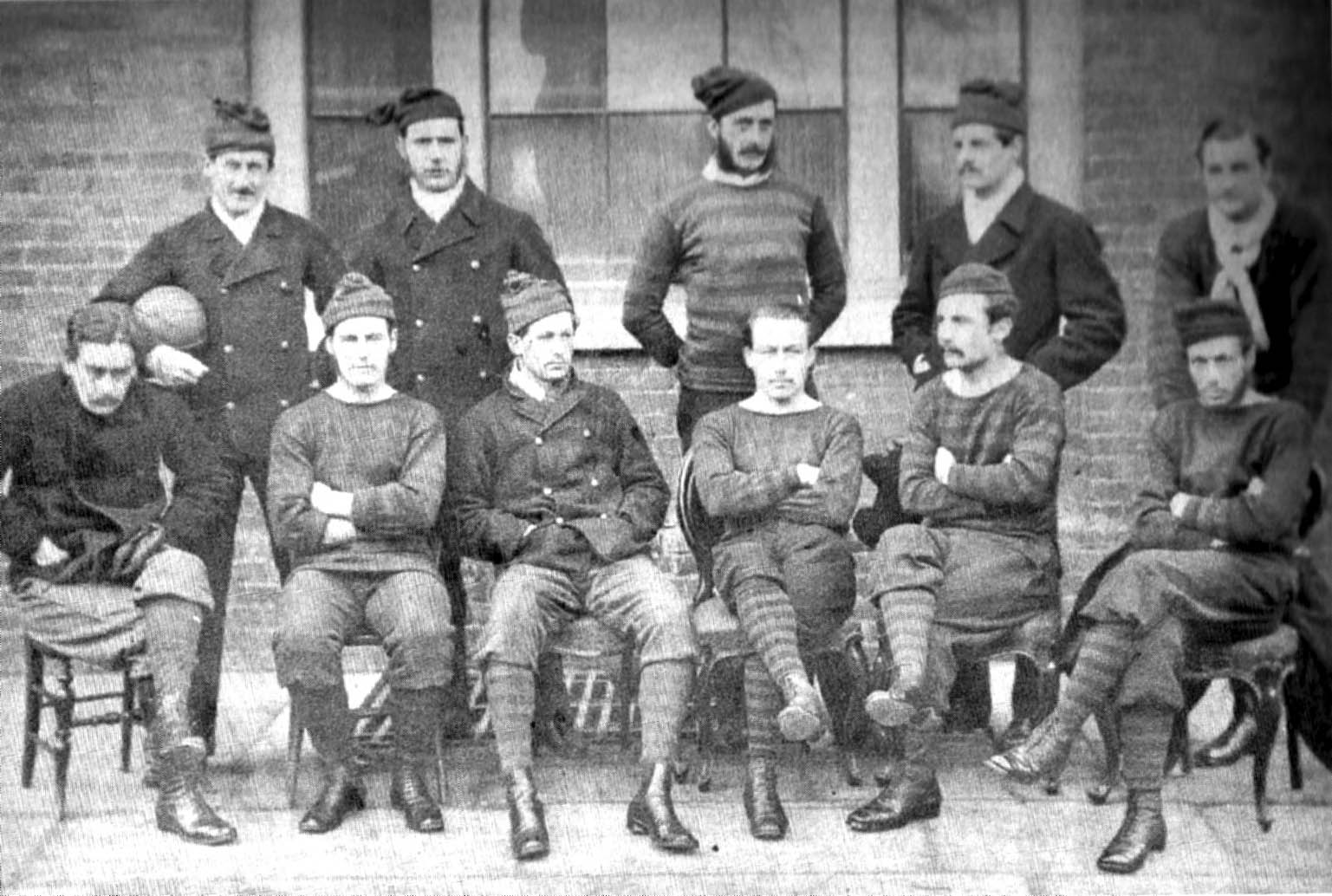
Royal Engineers A.F.C., finalista FA Cup 1872.

W 1863 roku odbył się zjazd przedstawicieli istniejących klubów piłkarskich w Londynie, mający na celu ustalenie i ujednolicenia przepisów gry. W 1871 roku oddzielono piłkę nożną od rugby. Wówczas rozegrano pierwsze mecze piłkarskie o Puchar Anglii. Pierwszym zwycięzcą Pucharu sezonu 1871/72 został Wanderers F.C., który wygrał mecz finałowy z Royal Engineers A.F.C. z wynikiem 1:0. W 1888 roku utworzono ligę piłkarską i wprowadzono zawodowstwo.
Rozgrywki o Puchar Anglii i mistrzostwa ligowe drużyn zawodowych przyczyniły się do podwyższenia poziomu oraz zwiększenia atrakcyjności spotkań. W 1923 roku spotkanie mistrzowskie, West Ham United – Bolton Wanderers, obejrzało 127 000 widzów.

## Rozgrywki ligowe
W roku 1888 w Anglii William McGregor, prezes Aston Villi założył pierwszą profesjonalną ligę na świecie, The Football League. W sezonie 1888/1889 uczestniczyło w niej dwanaście drużyn: Accrington, Aston Villa, Blackburn Rovers, Bolton Wanderers, Burnley, Derby County, Everton, Notts County, Preston North End, Stoke City, West Bromwich Albion i Wolverhampton Wanderers. Pierwszym mistrzem Anglii został zespół Preston North End. Początkowo istniała tylko jedna klasa rozgrywek, jednak w roku 1892 utworzono drugą ligę, Second Division. Dołączył do niej Arsenal, który stał się pierwszym klubem z południa kraju występującym w The Football League. Sześć lat później wprowadzono zasadę awansu i spadku. Rozgrywki z czasem rozszerzały się i w roku 1923 były już cztery ligi po 22 kluby. 14 czerwca 1991 roku kluby grające w First Division podpisały dokument, według którego od następnego roku liga miała stać się niezależną i przyjąć nazwę Premier League. Stało się tak w 1992 roku. Obecnie The Football League jest drugą klasą rozgrywek w Anglii i znajdują się tam trzy ligi, Championship, League One oraz League Two. Grają w niej 72 zespoły. Obecnie system ligowy w Anglii liczy sobie 23 szczeble rozgrywek.
Kluby według liczby sezonów w najwyższej klasie rozgrywkowej (stan na początek sezonu 2024/25):
| Lp. | Klub                    | liczba sezonów |
| --- | ----------------------- | -------------- |
| 1   | Everton                 | 121            |
| 2   | Aston Villa             | 111            |
| 3   | Liverpool               | 110            |
| 4   | Arsenal                 | 108            |
| 5   | Manchester United       | 100            |
| 6   | Manchester City         | 96             |
| 7   | Newcastle United        | 93             |
| 8   | Chelsea                 | 90             |
| 8   | Tottenham Hotspur       | 90             |
| 10  | Sunderland              | 86             |
| 11  | West Bromwich Albion    | 81             |
| 12  | Bolton Wanderers        | 73             |
| 13  | Blackburn Rovers        | 72             |
| 14  | Wolverhampton Wanderers | 70             |
| 15  | Sheffield Wednesday     | 66             |
| 15  | West Ham United         | 66             |
| 17  | Derby County            | 65             |
| 18  | Sheffield United        | 63             |
| 19  | Stoke City              | 62             |
| 20  | Middlesborough          | 61             |
| 21  | Burnley                 | 60             |
| 22  | Nottingham Forest       | 59             |
| 23  | Birmingham City         | 57             |
| 24  | Leicester City          | 56             |
| 25  | Leeds United            | 53             |
| 26  | Preston North End       | 46             |
| 26  | Southampton             | 46             |
| 28  | Coventry City           | 34             |
| 29  | Portsmouth              | 33             |
| 30  | Huddersfield Town       | 32             |
| 31  | Notts County            | 30             |
| 31  | Fulham                  | 30             |
| 33  | Blackpool               | 28             |
| 34  | Ipswich Town            | 27             |
| 35  | Charlton Athletic       | 26             |
| 35  | Norwich City            | 26             |
| 37  | Crystal Palace          | 25             |
| 38  | Queens Park Rangers     | 23             |
| 39  | Bury                    | 22             |
| 40  | Cardiff City            | 17             |
| 40  | Luton Town              | 17             |
| 42  | Wimbledon               | 14             |
| 42  | Watford                 | 14             |
| 44  | Grimsby Town            | 12             |
| 44  | Oldham Athletic         | 12             |
| 44  | Bradford City           | 12             |
| 44  | Brighton & Hove Albion  | 12             |
| 48  | Bristol City            | 9              |
| 48  | Swansea City            | 9              |
| 48  | Brentford               | 9              |
| 51  | Wigan Athletic          | 8              |
| 51  | AFC Bournemouth         | 8              |
| 53  | Hull                    | 5              |
| 53  | Accrington              | 5              |
| 55  | Oxford United           | 3              |
| 55  | Reading                 | 3              |
| 55  | Bradford Park Avenue    | 3              |
| 58  | Millwall                | 2              |
| 58  | Darwen                  | 2              |
| 60  | Barnsley                | 1              |
| 60  | Carlisle United         | 1              |
| 60  | Glossop North End       | 1              |
| 60  | Leyton Orient           | 1              |
| 60  | Northampton Town        | 1              |
| 60  | Swindon Town            | 1              |

źródło: The Guardian

## Puchary
Najważniejsze rozgrywki pucharowe rozgrywane w Anglii to:
- Puchar Anglii – rozgrywany jest od roku 1871; są to najstarsze rozgrywki piłkarskie na świecie[8]. W sezonie 2008/2009 w pucharze brały udział 762 kluby[9].
- Puchar Ligi Angielskiej – rozgrywany jest od roku 1960 i obecnie nosi nazwę Carabao Cup[10]. Uczestniczą w nim 92 zespoły.
- Tarcza Wspólnoty – rozgrywana jest od roku 1908. Jest to mecz pomiędzy mistrzem Anglii a zdobywcą Pucharu Anglii, ewentualnie wicemistrzem[11].
- Football League Trophy – rozgrywany jest od roku 1983 i uczestniczą w nim kluby z trzeciego i czwartego szczebla rozgrywek[12].
- FA Trophy – rozgrywki dla drużyn grających w ligach na szczeblu 5-8. Zostały stworzone w roku 1969 i pięć lat później zastąpiło FA Amateur Cup[13].
- FA Vase – rozgrywki zostały stworzone w roku 1974 i również zastąpiły FA Amateur Cup[14]. Uczestniczą w nich kluby z lig na szczeblu 9-10.

## Reprezentacja Anglii
Reprezentacja Anglii reprezentuje kraj na arenie międzynarodowej. Jest to obok Szkocji najstarsza reprezentacja narodowa na świecie. Swój pierwszy mecz rozegrała 30 listopada 1872 z tym właśnie krajem i zremisowała 0:0. W roku 1966 Anglia została Mistrzem Świata i jest jednym z ośmiu państw, które to uczyniły. Według stanu na 30 marca 2010 roku Anglia zajmuje siódme miejsce w Rankingu FIFA.
Poza seniorską reprezentacją istnieją także kadry juniorskie i młodzieżowe, do lat 16, 17, 18, 19, 20 i 21. Istnieje również reprezentacja B i C.

## Piłka nożna kobiet
Pierwszy mecz kobiet w Anglii odnotowano w marcu 1895 roku. W kwietniu 1920 roku rozegrano natomiast pierwszy mecz międzypaństwowy. Zespół z Preston wygrał 2:0 z Francją. Rok później The FA zakazało rozgrywania meczów kobiet. W roku 1969 44 kluby utworzyły Women’s Football Association.
W Anglii istnieje osiem klas rozgrywek ligowych piłki nożnej kobiet. Najwyższą z nich jest FA Women’s Premier League National Division, która powstała w roku 1992. W sezonie 2008/2009 mistrzem Anglii został Arsenal. Jest to jeden z najbardziej utytułowanych żeńskich klubów w kraju. W sezonie 2006/2007 wygrał rozgrywki Ligi Mistrzów.

## Stadiony
Narodowym stadionem w Anglii jest Wembley. Mieści on 90 tysięcy widzów i jego właścicielem jest The FA. Rozgrywane są na nim spotkania reprezentacji, półfinały i finały Pucharu Anglii, finał Pucharu Ligi, Football League Trophy, FA Trophy, FA Vase oraz finały barażów o awans do the Football League i Conference National.
Na Old Trafford może zasiąść 76 212 osób i jest on największym klubowym obiektem w kraju. Następny jest Emirates Stadium (60 355) i St James’ Park (52 387). Wszystkie zespoły grające w Premier League posiadają stadion ze wszystkimi miejscami siedzącymi.